# Genèse d'Eridu

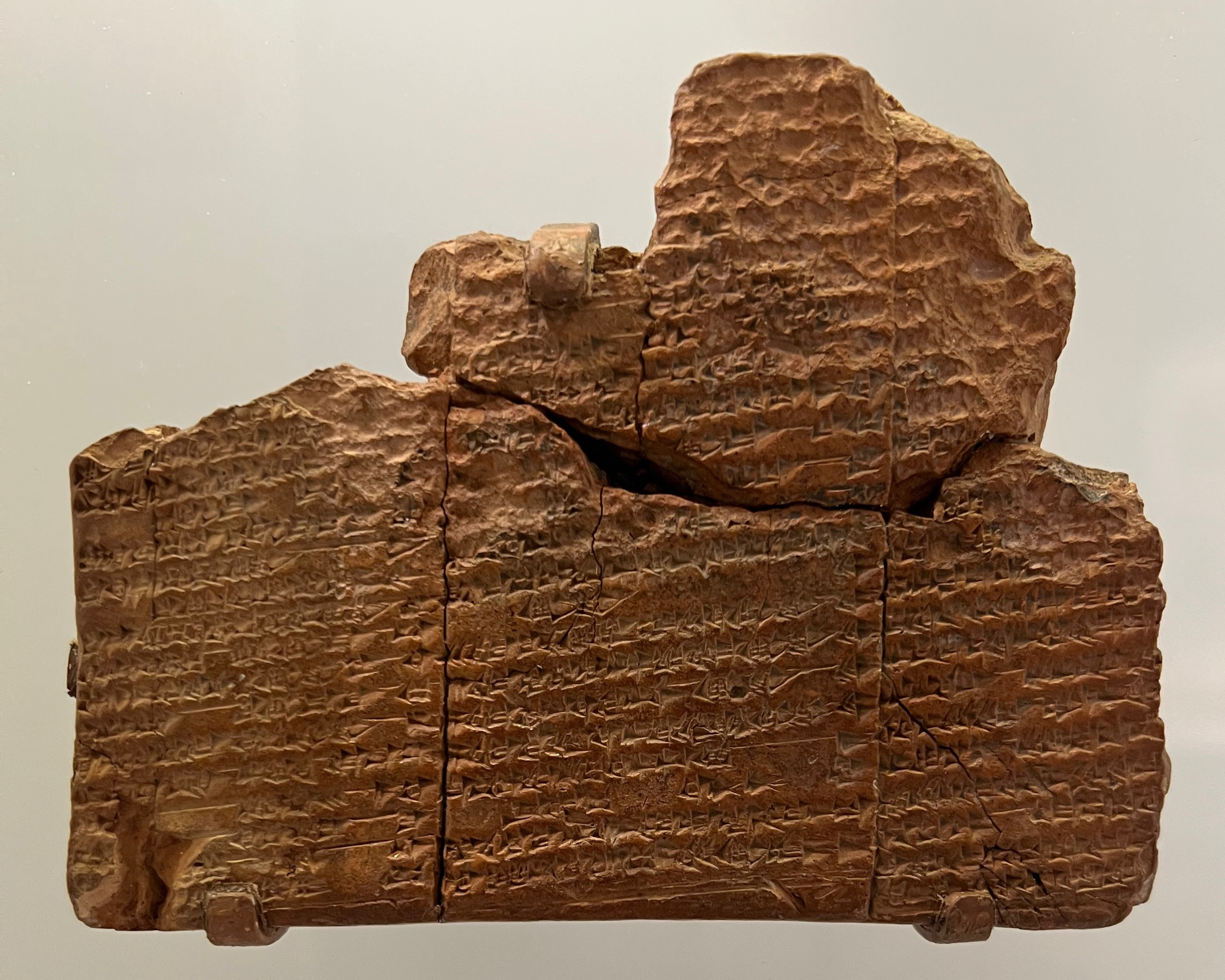
Fragment de tablette du mythe du Déluge sumérien. Nippur, Penn Museum.

La Genèse d'Eridu est un texte mythologique en sumérien, un mythe de création relatant notamment une histoire de Déluge ; il est aussi appelé « récit du Déluge sumérien ».
Après des premières traductions, les fragments du texte ont été édités, traduits et commentés en 1981 par Thorkild Jacobsen, qui lui a donné le nom de « Genèse d'Eridu » (Eridu Genesis) parce qu'il met en avant le rôle du dieu Enki et sa ville, Eridu, présentée comme la plus ancienne de l'humanité. D'autres préfèrent parler de récit du Déluge sumérien (Sumerian Flood story). Dans les faits le passage décrivant ce cataclysme est certes le mieux conservé de l’œuvre, mais celle-ci comporte, dans des parties pour la plupart perdues (peut-être les deux tiers de l’œuvre originale) un récit remontant aux origines de l'humanité, de la même manière que l'Atrahasis, et qui présente de ce fait une structure similaire à celle de la Genèse biblique. Jacobsen a daté ce texte, attesté par des fragments d'époque paléo-babylonienne tardive provenant d'Ur et de Nippur, des environs de 1600 av. J.-C.
Cela n'en fait donc pas la plus ancienne version d'un récit de Déluge connue dans la littérature mésopotamienne, puisque celle de l'Atrahasis, ou Mythe du Supersage, mythe en langue akkadienne, lui est antérieure d'au moins un siècle. Les similitudes laissent du reste à penser que la Genèse d'Eridu est une transposition du récit du Déluge de l'Atrahasis. C'est également le cas du troisième récit de même type provenant de Mésopotamie, celui de la version standard de l’Épopée de Gilgamesh, datée des environs du XIIe siècle av. J.-C.
La trame du récit de la Genèse d'Eridu peut être reconstituée par d'autres sources exposant l'histoire des origines de l'humanité telle que la concevaient les anciens Mésopotamiens, notamment l'Atrahasis et la Liste royale sumérienne. L'auteur babylonien Bérose a par ailleurs laissé un résumé en langue grecque de ce récit (daté d'environ 300 av. J.-C.), perdu mais rapporté dans une version concise par d'autres auteurs. 
Le texte débute probablement par la création de l'humanité, perdue, puis son élévation progressive quand elle reçoit en don des dieux la royauté et crée les premières cités à partir desquelles ce pouvoir est exercé, à commencer par Eridu, se multiplient au point de créer un tumulte qui indispose les dieux, et le roi des dieux Enlil ordonne leur destruction par le Déluge (parties dans un état fragmentaire). Ziusudra (Xisouthros/Sisithros dans le récit de Bérose), roi de Shuruppak (la cinquième ville) reçoit une vision du désastre à venir, et, reçoit l'aide du dieu Enki qui lui indique comment se sauver du Déluge à venir avec sa famille en construisant une arche où il doit aussi faire venir des couples de chaque animal afin d'assurer leur survie. Il survit ainsi au cataclysme, puis quand celui-ci se termine il offre un sacrifice aux dieux. Enlil est furieux de constater qu'un homme ait survécu, mais il est raisonné par Enki, et accepte de laisser l'humanité survivre. Ziusudra reçoit en don l'immortalité et part vivre dans des régions orientales à l'écart de l'humanité.